# 제임스 갤랜더스
제임스 갤랜더스(James Gallanders, 1970년 2월 9일 ~ )는 캐나다의 배우이다.
스카버러에서 태어났다.

## 영화
- 어 티처스 크라임 (2008년)
- 악마와 악수 (2007년) - 브렌트 역
- 지구 최후의 날: 외계의 습격 (2006, Final Days of Planet Earth) - 벤 할버스톰 선장 역
- 쏘우 2 (2005년)
- 미싱 (2003년)
- 스컬스 2 (2002년)
- 세번째 기적 (1999년)
- 프리즈너 오브 러브 (1999년) - 빈스 역
- 다리 위에서 생긴 일 (1998년)
- 사탄의 인형 4 - 처키의 신부 (1998년)
- 머더 1600 (1997년)